# تشهار خروار (بابا امان)
تشهار خروار (بالفارسية: چهارخروار) هي قرية تقع في إيران في قسم بابا امان الريفي. يقدر عدد سكانها بـ 705 نسمة بحسب إحصاء 2016.